# 井澤孝紀
井澤 孝紀（いざわ たかのり）は、日本のテレビプロデューサー。兵庫県出身。

## 人物
関西学院大学在学中から無類の特撮マニアであり、それが高じて1985年に「ゴジラ」など多くの怪獣映画を生んだ東宝に入社。しかし配属されたのは「ゴジラ」などの怪獣ものとは無縁だったテレビ部であり、そこで井澤はアシスタント・プロデューサーとして数々のテレビドラマの企画に参加。

## クイズマニア
クイズマニアとしての顔を持っており、大学時代から幾多のクイズに出場、好成績を収めている。
元来ミーハーな性格を自負しており、解答者紹介では「アシスタントに会えるのがうれしい。」とまで言及していた。

## 担当作品
- 誇りの報酬（日本テレビ、1985年）
- 月曜ドラマスペシャル（TBS）
  - バイト人生百発百中（1989年）

## クイズ出場歴
- アップダウンクイズ（毎日放送、1984年）※一週勝ち抜き
- クイズタイムショック（テレビ朝日、1986年）※8問正解
- 第2回FNS1億2,000万人のクイズ王決定戦!（フジテレビ、1991年）※4R敗退
- 第5回FNS1億2,000万人のクイズ王決定戦!（フジテレビ、1992年）※3R敗退
- 第7回FNS1億2,500万人のクイズ王決定戦!（フジテレビ、1993年）※2R敗退
- 20世紀クイズ王決定戦（TBS、1998年）※ファイナルステージ途中失格
- iQバトル!20世紀（フジテレビ721、1999年）※優勝、King決定戦2nd Stage敗退
- タイムショック21（テレビ朝日、2002年）※個人戦7問正解